# ام۲ (متروی استانبول)
ام۲ (ترکی استانبولی: M2 Yenikapı–Hacıosman metro hattı) یکی از خطوط متروی استانبول است.
این خط که در سال ۲۰۰۰ تأسیس شده دارای ۱۶ ایستگاه و ۲۳٫۵ کیلومتر طول است.

## ایستگاه‌ها
- حاجی‌عثمان
- داروش‌شافاکا
- آتاترک اوتو سانایی
- آی‌تی‌یو-آیازا
- سانایی
- ۴. لونت
- لونت (تقاطع با: ام۶)
- گایرت‌تپه (تقاطع با: متروباس - تقاطع با: M11)
- شیشلی-مجیدیه‌کوی (تقاطع با: ام۷, متروباس)
- عثمانبی
- تکسیم (تقاطع با: T2, F1)
- شیشانه (تقاطع با: T2, F2)
- هالیچ
- وزنچیلار (تقاطع با: T1)
- ینیکاپی (تقاطع با: ام۱, مارمارای, İDO)

در ایستگاه سانایی مسیر خط دو شاخه می شود و یک خط کوتاه با یک ایستگاه تشکیل میدهد: 
- سیران‌تپه (تقاطع با: اف۳)

## نگارخانه

نقشه خط ام۲